# Midway Arcade Treasures 3
 Midway Arcade Treasures 3 è una raccolta di videogiochi arcade della Midway Games pubblicata nel 2005 per PlayStation 2, Xbox e GameCube.

## Giochi
A differenza dei suoi predecessori, Midway Arcade Treasures 3 raccoglie solo giochi di corsa, salvo ove diversamente specificato. Essi comprendono: 
- Badlands
- Off Road Thunder
- Race Drivin
- San Francisco Rush The Rock: Alcatraz Edition
- S.T.U.N. Runner
- Super Off Road/Track Pack
- Hydro Thunder Rush (versione console)
- San Francisco Rush 2049 (versione console)

Inoltre, mentre la maggior parte dei giochi in questa raccolta sono emulazioni o ricreazioni delle versioni arcade, Hydro Thunder Rush e San Francisco Rush 2049 sono basati sulle versioni della console Sega Dreamcast.
Super Off Road/Track Pack è l'unico gioco in questa raccolta, e in tutta la trilogia, che non è stato sviluppato da Williams, Midway o Atari Games. Invece è stato sviluppato e pubblicato da The Leland Corporation.

## Versioni per PlayStation 2 e Xbox
Le versioni per PlayStation 2 e Xbox soffrono di alcuni piccoli e grandi difetti di emulazione in alcuni giochi. In San Francisco Rush 2049, la versione PS2 ha un paio di problemi con il suono dei motori e la versione Xbox può talvolta danneggiare il sistema salvando. La versione PS2 ha anche questioni framerate quando due o più giocatori giocano a San Francisco Rush 2049, riducendo il framerate di 60 fotogrammi al secondo a 30 fotogrammi al secondo e ancora più bassa quando ci giocano tre o quattro giocatori.